# Alsószőcs
Alsószőcs (Suciu de Jos), település Romániában, a Partiumban, Máramaros megyében.

## Fekvése
Magyarlápostól keletre, a Láposba ömlő Szőcs-patak jobb partján fekvő település.

## Története
Alsószőcs, Szőcs nevét 1325-ben már említette oklevél p. Zuchtu néven.
1335-ben Sculthu, 1381-ben Zeuchud, 1500-ban Alsozewch,  1733-ban Also-Sucs, 1750-ben Alsó Szőcs, 1808-ban
Szöcs (Alsó-), Sucsul de dzsosz, 1913-ban Alsószőcs néven írták.
'Alsószőcs Bánffy-birtok volt és Csicsó vár tartozéka.
1500-ban  Alsosczewch Josziplápos tartozéka, a Bánffyak örökös birtoka, akik Alsószőcs felét István moldovai vajdának és fiának: Bogdánnak adták el.
1594-ben Szamosújvárhoz tartozó fejedelmi birtok volt.
A 17-18. században a Tholdalagi, Macskási, Bethlen, Kemény, Wesselényi és Apor családok birtoka volt.
1910-ben 1215 lakosából 8 magyar, 39 német, 1157 román volt. Ebből 491 görögkatolikus, 678 görögkeleti ortodox, 40 izraelita volt.
A trianoni békeszerződés előtt Szolnok-Doboka vármegye Magyarláposi járásához tartozott.

## Források

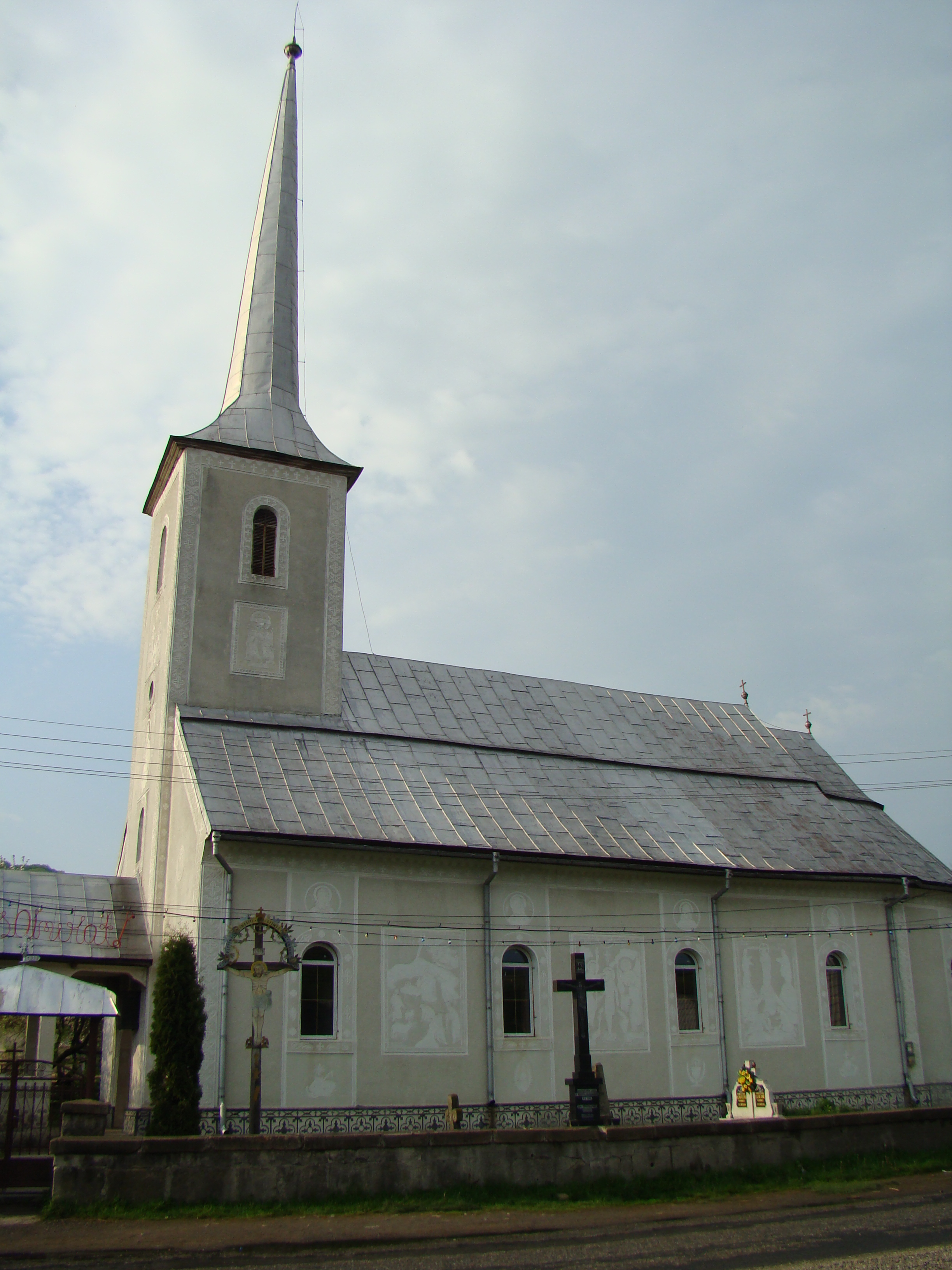
Alsószőcs görögkatolikus temploma

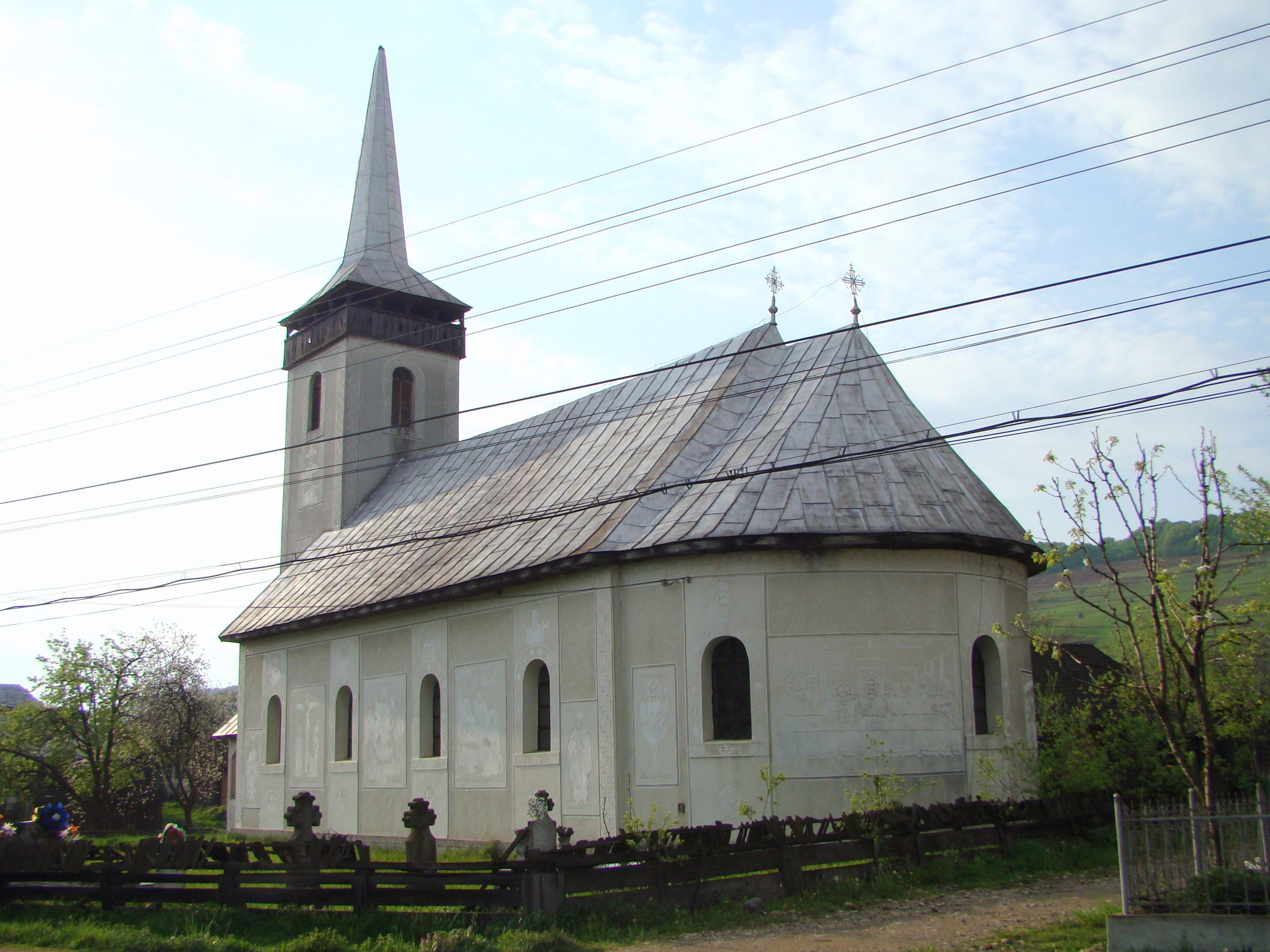
Alsószőcs Görög keleti ortodox temploma